# Amphipyra tragopogonis
Amphipyra tragopogonis là một loài bướm đêm trong họ Noctuidae.